# Препреги

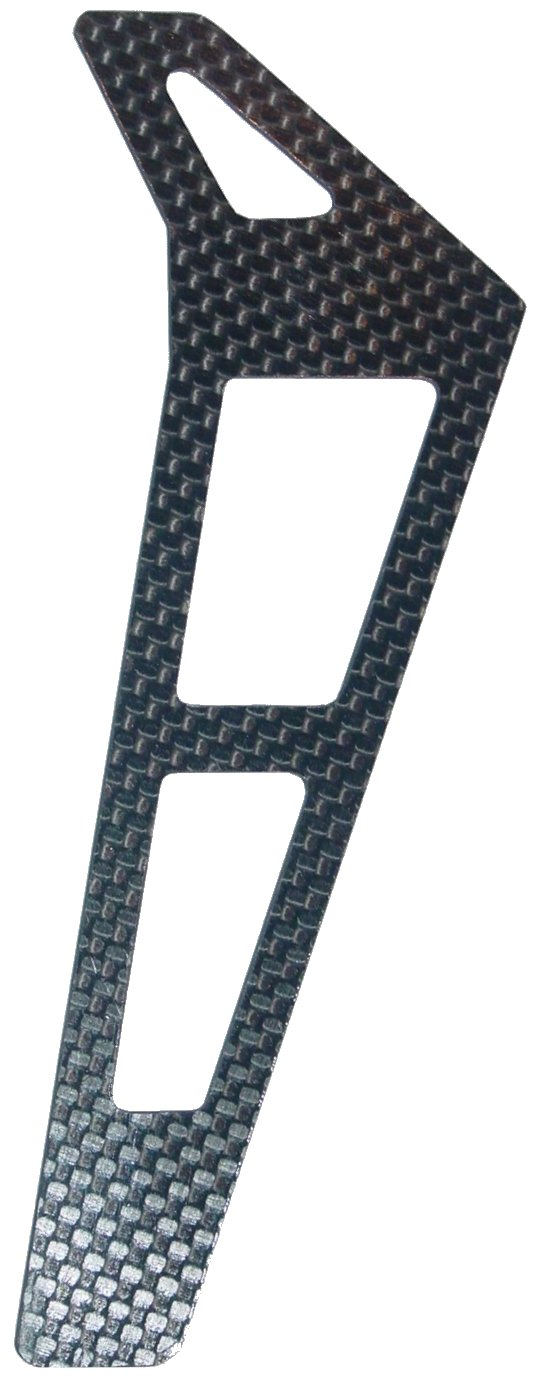
Композитная деталь

Препреги (англ. pre-preg, сокр. от pre-impregnated — предварительно пропитанный) — это композиционные материалы-полуфабрикаты.
Представляют собой листы тканых или нетканых волокнистых материалов, пропитанных неотверждёнными полимерными связующими. Традиционные волокнистые материалы — это углеволокно, стекловолокно, базальтовое волокно, кевлар. В качестве связующих используют термореактивные или химически отверждаемые смолы. Препреги изготавливают путём пропитки армирующей волокнистой основы равномерно распределенными полимерными связующими. При использовании однородных термореактивных связующих препреги могут иметь ограниченный срок и условия хранения, чтобы связующее не полимеризовалось при хранении. При использовании химически отверждаемых связующих изготавливают два вида листов, каждый пропитанный своим веществом. При укладке в изделие их чередуют, чтобы связующее перемешалось и отвердело.
Препреги поставляют в виде листов, покрытых с обеих сторон полиэтиленовой плёнкой, или свернутыми в рулон с прокладкой.
Метод применения включает в себя нарезку листов, выкладывание на одностороннюю матрицу требуемой формы до получения требуемой толщины, вакуумирование под плёнкой, отверждение в автоклавах при высокой температуре и давлении. Препреговая технология позволяет получать изделия сложной формы при минимальных затратах.
Препреги представляют собой компромисс между механическими качествами изделия и его трудоемкостью. Тем не менее совершенствование композитных технологий позволяет все чаще использовать препреги даже в ответственных изделиях, например деталях самолётов.

## Сферы применения
- Авиастроение. Препреги применяются при изготовлении корпусов самолётов и вертолётов, крыльев, обтекателей, винтов. Использование подобных материалов позволяет снизить вес и, как следствие, расход топлива воздушных судов, увеличить прочностные характеристики и срок службы. Используются для изготовления дверей в кабину пилотов на Airbus A320. Такой материал обеспечивает пуленепробиваемость. [1]
- Ветроэнергетика. Не менее перспективным рынком применения препрегов является их использование при изготовлении лопастей для ветроэнергетических установок.
- Радиоэлектроника. Используется для связи ламинированных слоев и образования жесткой многослойной платы. В гибко-жестких печатных платах препреги используют в качестве связующего для изготовления жесткой части.
- Медицина. Применяются при изготовлении ортезов. При этом удается обойтись без металлических шин, что значительно снижает вес конструкции. Комбинированием типов наполнителей с различными толщинами нитей, а также варьированием количеством слоёв препрегов и объёмной формой силовых элементов при выкладке, можно получить практически любые необходимые прочностные и упругие характеристики в различных элементах и участках каркасов ортеза.

Кроме того, препреги могут применяться в автомобиле- и судостроении, для изготовления судовых корпусов и ненесущих деталей автокузовов; в строительстве, в том числе для армирования бетонных конструкций; при изготовлении протезов и медицинских приборов, а также спортивного инвентаря.

## Производство в России
В сентябре 2009, по заявлению гендиректора «Роснано» Анатолия Чубайса, производство препрегов — отрасль, которой в России практически не было. Все западные и даже азиатские авиастроители уже выпускают самолёты из легких и прочных композитных материалов, по сравнению с которыми российская продукция становится просто неконкурентоспособной. Поэтому компания «Роснано» начала активную поддержку производителей современных композиционных материалов. На данный момент портфельная компания «Роснано» АО «Препрег-СКМ» производит углеродный препрег, ткани на основе углеродного волокна, мультиаксильные ткани .

## Дополнительная информация
Один из мировых лидеров изготовления препрегов корпорация «Toray Industries» заключила многолетний контракт с Европейским аэрокосмическим и оборонным концерном EADS на поставку препрегов для производства самолётов «Airbus» .